# Nicolas Duval
Pour les articles homonymes, voir Duval.
Nicolas Duval est un maître écrivain et graveur français, né en 1635, actif au milieu du XVIIe siècle.

## Biographie
Il est probablement apparenté (fils ? neveu ?) à Philippe Duval, maître écrivain juré, actif à Paris, cité dans un acte de 1630.
Il a été reçu en la Communauté des maîtres écrivains jurés en 1658. On a de lui un portrait gravé à l'âge de 35 ans, par Nicolas Bonnart en 1670. Un autre portrait existe, par Colleri.
Il passe pour avoir perfectionné l'écriture bâtarde. En 1670, il était le maître à écrire de Louis-Thomas de Savoie-Carignan, et secrétaire ordinaire de la Chambre du Roi. Vers 1670-1685 il était établi à Versailles, rue de Paris, à l'enseigne du Soleil levant, et y édite à plusieurs reprises des Heures gravées par son confrère Louis Senault.
Il est mort au début du XVIIIe siècle, laissant deux fils, également maîtres écrivains, parmi lesquels Nicolas II Duval.

## Traités et exemples gravés

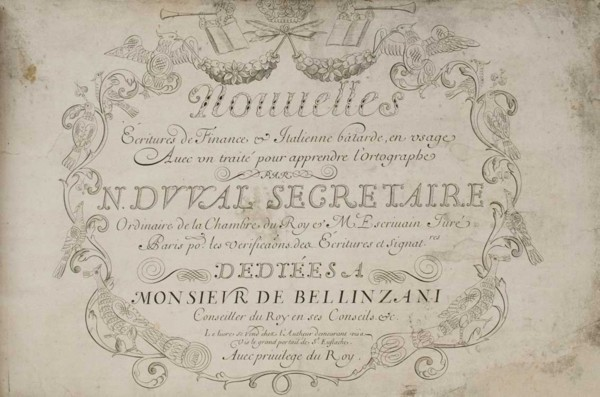
Titre gravé des Nouvelles écritures de finance... dédicacées à Bellinzani (c. 1670-1675).

- Nouvelles ecritures de finance et italienne bâtarde gravées au naturel de la plume sur les orignaux escrits à la main par N. Duval... (Paris) : l'auteur, 1670. 4° obl., 4-19-8 p. (Paris BNF).
- Nouvelles ecritures de finance & italienne bâtarde, en usage avec un traité pour apprendre l'ortographe... dédiées à Monsieur de Bellinzani... (Paris) : veuve Jean Henault et François Henault, priv. de 1674. 4° obl., 29 p. Dans le commerce en 2013.
- Nouvelles ecritures de finance & italienne bâtarde, en usage avec un traité pour apprendre l'ortographe... dédiées à Monsieur de Bellinzani... (Paris) : l'auteur, c. 1670-1675.
- Nouveau livre d'ecriture italienne batarde à présent usitée avec quelques lettres missives, et autres instructions pour l'orthographe... Paris : l’auteur, (1677). 4° obl., 28 p. + 14 f. (Chicago NL). Cat. Destailleur n° 851/2°, Cat. Warmelink n° 245. Dédicace au prince de Turenne[2].
- Le Livre d'ecriture et d'orthographe à présent en usage avec des instructions très curieuses et très utiles nouvellement mises en lumière en faveur du public... Paris : l’auteur, [c. 1677], impr. R. Chevillon. 4° obl., 30 pl., dont 2 sont signées par Claude Auguste Berey (Chicago NL, Paris BHVP). Cat. Destailleur n° 851/3°.
- Nouveau livre d'ecriture de finance et batarde à la mode avec les explications des commandements de Dieu... Paris : l’auteur, [c. 1696-1697]. 2°, VIII-8 p., pl.(Paris BNF). Dédié au Comte de Toulouse.
- Nouveau livre d'ecriture italienne batarde à présent usitée avec quelques lettres missives, et autres instructions pour l'orthographe... Paris : F. Jollain l'aîné, (1706). 4° obl., 28 pl. (Paris BNF).
- Le Trésor des nouvelles escritures de finances et italiennes bastardes à la mode. Paris : l’auteur, 1670. 2°, 8 p., pl., portrait de l'auteur. Dédicace au duc de Carignan.  Cat. Jammes n° 28, Cat. Muller n° 60, Becker 1997 n° 88, Morison 1962 n° 55 avec 2 pl. repr. Une planche reproduite dans Peignot 1983 p. 83. Paris BNF.
- Le Trésor des nouvelles escritures de finances et italiennes bastardes... Tous les livres d'exemples dud. Sr Duval se vendent à Paris chez F. Jollain... Paris : F. Jollain, [après 1686]. Becker 1997 n° 89 et 90.
- Idem, [c. 1697].
- Le Trésor des nouvelles escritures de finances et italiennes bastardes à la mode. Paris : F. Jollain, [1719]. (Chicago NL, Paris INHA).

- Quelques planches de Berey ont été reproduites dans : La Perfection de l'Ecriture composée de sentences tirées de l'Ecriture sainte pour servir à l'instruction de la jeunesse, présentée aux nobles demoiselles de la Maison royale de Saint-Cyr, établie sous les soins de Mme la Dsse de Maintenon par Jollain. Paris : Jollain, s.d. 4° obl. Cat. Destailleur n° 852, Becker 1997 n° 99.

## Heures gravées
- Nouvelles heures gravées au burin. Paris : N. Langlois, [1695]. 8°, 212 p. gravées par lui-même. (Chicago NL, Paris BNF). Cat. Warmelink n° 24.

## Œuvres manuscrites
- Exercice spirituel du chrétien pour Madame de Soissons. 12° sur vélin avec initiales, exécuté en 1664 pour Marie de Bourbon-Condé, comtesse de Soissons.
- Recueil de modèles d'écriture, [vers 1670]. In-folio, décor à la Du Seuil. Contient 81 exemples dont la majorité portent la signature de Nicolas Duval ou de Louis Senault. Prov. H. Rigaux, chanoine curé d'Argœuves (Somme). Vente Binoche et Giquello, 11 mai 2016, Hôtel Drouot, lot 28.
- Quelques exemples calligraphiques dans un recueil factice (Chicago NL : Wing MS fZW 11 .186)
- Quelques exemples : Paris BHVP (voir Mediavilla p. 258).